# Acidosasa edulis
Acidosasa edulis är en gräsart som först beskrevs av Tai Hui Wen, och fick sitt nu gällande namn av Tai Hui Wen. Acidosasa edulis ingår i släktet Acidosasa och familjen gräs. Inga underarter finns listade i Catalogue of Life.